# Werfener Bach
Der Werfener Bach ist ein linker Nebenfluss der Neuen Else im Nordosten des deutschen Bundeslandes Nordrhein-Westfalen.

## Geographie
Das Gewässer hat eine Gesamtlänge von 4,7 km und ist nach dem Ort Werfen benannt. Das Einzugsgebiet erstreckt sich über einen Teil der Ravensberger Mulde zwischen Enger, Werfen und Hücker Moor, größtenteils das Werfener Bruch. Das Gewässer entspringt bei Belke-Steinbeck und mündet bei Werfen in die Neue Else (Flusskilometer 1,5).
Das Gewässer durchfließt auf seinem Weg von der Quelle bis zur Mündung folgende Gemeinden:
- Enger
- Bünde

Auf seinem Weg nimmt das Gewässer flussabwärts betrachtet folgende Gewässer auf:
- Sieler Beeke (L 1,5)
- Moorbach (L, 0,1) (aus Hücker Moor)

(L/R; KM): Linker/ rechter Zufluss, Mündung bei KM 0)